# Brezoaele (gmina)
Brezoaele – gmina w Rumunii, w okręgu Dymbowica.
W skład gminy wchodzą 2 miejscowości: Brezoaele i Brezoaia. Według stanu na rok 2011 liczyła 4012 mieszkańców, zaś w roku 2021 jej liczebność wynosiła 3690 mieszkańców.